# NGC 470
NGC 470 ist eine Spiralgalaxie mit ausgedehnten Sternentstehungsgebieten vom Hubble-Typ Sb im Sternbild Fische auf der Ekliptik. Sie ist schätzungsweise 109 Millionen Lichtjahre von der Milchstraße entfernt und hat einen Durchmesser von etwa 90.000 Lichtjahren. Gemeinsam mit NGC 474 bildet sie das gravitativ gebundenes Galaxienpaar Arp 227 zusammen mit NGC 467 das Galaxientrio KTG 5 und das Zentrum der Galaxiengruppe Abell 227.
Halton Arp gliederte seinen Katalog ungewöhnlicher Galaxien nach rein morphologischen Kriterien in Gruppen. Diese Galaxie gehört zu der Klasse Galaxien mit konzentrischen Ringen.
Im selben Himmelsareal befinden sich u. a. die Galaxien NGC 462, NGC 467, NGC 474, IC 91.
Das Objekt wurde am 13. Dezember 1784 von dem deutsch-britischen Astronomen Friedrich Wilhelm Herschel entdeckt.

## NGC 470-Gruppe (LGG 20)
| Galaxie  | Alternativname | Entfernung/Mio. Lj |
| -------- | -------------- | ------------------ |
| NGC 470  | PGC 4777       | 109                |
| NGC 474  | PGC 2844       | 107                |
| NGC 520  | PGC 4801       | 105                |
| PGC 5208 | UGC 957        | 99                 |